# Mordellistena gigantea
Mordellistena gigantea är en skalbaggsart som beskrevs av Khalaf 1971. Mordellistena gigantea ingår i släktet Mordellistena och familjen tornbaggar. Inga underarter finns listade i Catalogue of Life.